# Opel Astra TwinTop
De Opel Astra TwinTop is de coupé-cabriolet-versie van de Opel Astra, een compacte middenklasser die door de Duitse autobouwer Opel werd gebouwd. Met de TwinTop herzag Opel de filosofie achter het model, want de vorige generaties van de Astra deden voor hun cabrioversies een beroep op een linnen kap. 
De Astra TwinTop werd ontwikkeld op basis van de driedeurs Astra GTC. De achteroverhang moest verlengd worden om het wegklapdak in open toestand te kunnen herbergen. Om de structurele stijfheid te verhogen, werd het koetswerk op bepaalde plaatsen verstevigd. Daarnaast werd de Astra TwinTop voorzien van een koprolbeveiliging. Deze omvat twee aluminium rolbeugels die in één vijfde van een seconde automatisch omhoog springen wanneer de koprolsensoren activeren. Enkel bij de Enjoy-uitvoering bestond de koprolbeveiliging uit de vaste achterhoofdsteunen. 
De voornaamste concurrenten van de Astra TwinTop zijn de Volkswagen Eos, Peugeot 308 CC en de Renault Megane CC.
De productie van de Astra TwinTop werd gestaakt in 2011. In 2013 werd de Astra TwinTop opgevolgd door de Opel Cascada.

## Dak
Het plooidak van de Astra TwinTop bestaat uit drie delen. Dit heeft als voordeel dat het vouwdak in weggeklapte toestand minder plaats opneemt in de koffer en er dus een aanvaardbaar koffervolume behouden kan worden. Het dak is ontwikkeld door de gespecialiseerde toeleverancier CTS (CarTopSystems) en beweegt zich volautomatisch. Het wegklappen van het dak neemt zesentwintig seconden in beslag en kan ook rijdend, maar niet bij snelheden hoger dan 30 km/u.

## Motorisatie
De Astra TwinTop was leverbaar met vier motoren:
- 1.6 l. Benzinemotor met een vermogen van 105 pk en een koppel van 150 Nm bij 3900 toeren per minuut.
- 1.8 l. Benzinemotor met een vermogen van 140 pk bij 6300 tpm en een koppel van 175 Nm bij 3800 tpm.
- 2.0 l. Benzinemotor met een vermogen van 200 pk (in andere modellen (ook) verkrijgbaar met een maximumvermogen van 175 pk). Deze motor is niet verkrijgbaar in combinatie met het eerste afwerkingsniveau (Enjoy). Hij produceert een koppel van 262 Nm bij 1950 tpm.
- 1.9 l. Dieselmotor met een vermogen van 150 pk (in andere modellen is hij (ook) te verkrijgen met een vermogen van 100 pk, 120 pk en/of 140 pk). Hij krijgt standaard een stabiliteitscontrolesysteem mee en zijn koppel bedraagt 320 Nm bij 2000-2750 tpm.